# Fréchetova porazdelitev
Fréchetova porazdelitev   (tudi Porazdelitev ekstremnih vrednosti II) je družina zveznih verjetnostnih porazdelitev, ki je določena enim parametrom. 
Imenuje se po francoskem matematiku Mauricu Renéju Fréchetu (1878 – 1973), ki jo je prvi opisal v letu 1927. Nadaljnje raziskave porazdelitve so opravili Ronald Aylmer Fisher (1890 – 1962), Leonard Henry Caleb Tippett (1902 – 1985) in Emil Julius Gumbel (1891 – 1966).

## Lastnosti

### Funkcija gostote verjetnosti
Funkcija gostote verjetnosti za porazdelitev je 
{\displaystyle \alpha \;x^{-1-\alpha }\;e^{-x^{-\alpha }}}

### Zbirna funkcija verjetnosti
Zbirna funkcija verjetnosti je enaka 
{\displaystyle e^{-x^{-\alpha }}}
Verjetnost, da slučajna spremenljivka {\displaystyle X\!} zavzame vrednost, ki je manjša ali enaka {\displaystyle x\!} je enaka
{\displaystyle P(X\leq x)=e^{-x^{-\alpha }}{\text{ kadar je }}x>0\!}

### Pričakovana vrednost
Pričakovana vrednost je enaka 
{\displaystyle \Gamma \left(1-{\frac {1}{\alpha }}\right){\text{ kadar je }}\alpha >1}
kjer je 
- {\displaystyle \Gamma (x)\!} funkcija gama

### Varianca
Varianca je enaka 
{\displaystyle \Gamma \left(1-{\frac {2}{\alpha }}\right)-\left(\Gamma \left(1-{\frac {1}{\alpha }}\right)\right)^{2}{\text{ kadar je }}\alpha >2}

## Splošna oblika Fréchetove porazdelitve
Fréchetovo porazdelitev lahko posplošimo tako, da uvedemo še dva parametra parameter lokacije {\displaystyle m\!} in parameter merila {\displaystyle s>0\!}. V tem primeru dobimo za verjetnost, da slučajna spremenljivka {\displaystyle X\!} zavzame vrednost, ki je manjša ali enaka {\displaystyle x\!}
{\displaystyle P(X\leq x)=e^{-\left({\frac {x-m}{s}}\right)^{-\alpha }}{\text{ kadar je }}x>m.}.